# 藤沢幾之輔
藤沢 幾之輔（ふじさわ いくのすけ、1859年3月20日（安政6年2月16日） - 1940年（昭和15年）4月3日）は、明治、大正、昭和期の日本の政治家、弁護士。衆議院議員、衆議院議長、第1次若槻禮次郎内閣の商工大臣、貴族院議員を歴任した。号は成天。

## 来歴・人物
1859年3月20日（安政6年2月16日）陸奥国仙台（現・宮城県仙台市）に生まれる。明治維新後、宮城英語学校、茂松法学舎で学ぶ。1879年（明治12年）司法試験に合格し、弁護士を開業する。1889年（明治22年）仙台市会議員に当選し、政界入りする。その後仙台市会参事会員、仙台市会議長、宮城県会議員、宮城県会常置委員、宮城県会議長を経て、1892年（明治25年）衆議院議員総選挙に立候補し当選する。当選回数13回。
藤沢は立憲改進党系の政党に身を置き、憲政本党常議員、立憲同志会総務、憲政会総務、立憲民政党総務、衆議院予算委員長を歴任した。1915年（大正4年）逓信省・内務省各参政官に就任、1926年（大正15年）第1次若槻内閣の商工大臣として入閣する。1930年（昭和5年）衆議院議長に選出される。1931年（昭和6年）4月13日には貴族院議員に勅選され、同成会に所属し1934年（昭和9年）6月20日まで在任し、同年、枢密顧問官に勅選された。

## 栄典
位階
- 1914年（大正4年）8月3日 - 正五位[6]
- 1926年（大正15年）10月1日 - 正四位[6]
- 1935年（昭和10年）12月2日 - 従三位[6]
- 1938年（昭和13年）12月15日 - 正三位[6]
- 1940年（昭和15年）4月3日 - 従二位[6]

勲章等
- 1906年（明治39年）4月1日 - 勲四等旭日小綬章[6]
- 1915年（大正4年）11月10日 - 大礼記念章[6][7]
- 1916年（大正5年）4月1日 - 勲三等旭日中綬章[6]
- 1919年（大正8年）
  - 2月11日 - 金杯一個[6]
  - 9月29日 - 銀杯一個[6]
- 1920年（大正9年）11月1日 - 銀杯一組[6]
- 1926年（大正15年）10月9日 - 勲二等瑞宝章[6]
- 1931年（昭和6年）12月12日 - 勲一等瑞宝章[6]
- 1934年（昭和9年）4月29日 - 金杯一個[6]
- 1940年（昭和15年）4月3日 - 旭日大綬章[6]

外国勲章佩用允許
- 1934年（昭和9年）3月1日 - 満州帝国：大満洲国建国功労章[6]

## 逸話
- 石川啄木の歌集『悲しき玩具』に収められている「藤沢といふ代議士を／弟のごとく思ひて、／泣いてやりしかな。」という短歌は、幾之輔をモデルとしている。

## 伝記
- 阿子島俊治著『藤沢幾之輔』斗南書院、1935年（昭和10年）、1997年（平成9年）11月に大空社より『伝記叢書　278　藤沢幾之輔：伝記・藤沢幾之輔』として復刻